# Stazione di Cornuda
Stazione di Cornuda vasútállomás Olaszországban, Veneto régióban, Cornuda településen.

## Vasútvonalak
Az állomást az alábbi vasútvonalak érintik:
- Calalzo–Padova-vasútvonal

## Kapcsolódó állomások
A vasútállomáshoz az alábbi állomások vannak a legközelebb: 
- Stazione di Montebelluna
- Stazione di Levada